# Lycalopex griseus
El zorro gris, también llamado chilla (Lycalopex griseus), es una especie de mamífero carnívoro de la familia de los cánidos que habita en América del Sur, en las laderas montañosas de la cordillera de los Andes en Argentina y Chile, y gran parte de la meseta patagónica y el bosque magallánico.
Fue descrito por Gray en 1837 como Vulpes griseus. Posteriormente fue trasladado al género Lycalopex. A mediados de la década de 2010 se podía encontrar escrito como Pseudalopex griseus, sinónimo del nombre aceptado.

## Distribución geográfica y hábitat
Se trata de una especie de zorro propia del Cono Sur de Sudamérica. Su distribución geográfica ocupa una franja a ambos lados de la Cordillera de los Andes y abarca fundamentalmente Argentina y Chile desde el paralelo de 17ºS hasta el de 54° S (Tierra del Fuego). En Argentina, habita la región semiárida occidental del país, desde los contrafuertes andinos hasta el meridiano de 66° O. Hacia el sur del Río Grande esta distribución se amplía hasta llegar a la costa atlántica. En Chile, se distribuye en casi todo el país. Fue introducido en Tierra del Fuego con la intención de controlar al conejo europeo y en las Islas Malvinas en algunas islas pequeñas de la Bahía San Julián. Se sustenta la presencia del zorro gris (Lycalopex griseus Gray, 1837) en la costa sur del Perú con base en información morfológica externa y craneal. Esta especie es de similar tamaño a L. sechurae (Thomas, 1900) pero diferenciable en una mayor longitud del hocico y menor amplitud del cráneo; esta diferencia es respaldada en un Análisis de Componentes Principales. Se sugiere que la población del zorro gris en el Perú podría constituir una subespecie nueva de L. griseus por encontrarse más al norte de su distribución tradicionalmente conocida y separada de otras subespecies por el Desierto de Atacama en el norte de Chile, notable barrera biogeográfica.
El zorro gris chico se encuentra en una variedad de hábitats, desde los cálidos y áridos matorrales de las tierras altas argentinas y la fría y árida estepa patagónica hasta los bosques del extremo sur de Chile.

## Descripción
El zorro gris es un pequeño cánido, de entre 2,5 y 4,5 kg de peso y 40 a 60 cm de longitud, sin incluir la cola que añade otros 30 cm. El color general del pelaje es grisáceo, con zonas de color amarillento, como en la cabeza (la cual además está orlada de blanco) y las patas. La barbilla y la punta de la cola exhiben sendas de manchas negras, en tanto que los muslos y el dorso de la cola presentan una banda de ese mismo color. La región ventral es blancuzca. La forma del hocico es puntiaguda. Las orejas son grandes y la cola es larga de pelaje denso.

## Taxonomía
La sistemática de los zorros sudamericanos dista de ser clara. En particular, un estudio reciente ha propuesto que el zorro gris  (L. griseus) y el zorro pampeano (L. gymnocercus) no son dos especies, sino una que presenta variaciones clinales. Si esta idea prospera, L. griseus y L. gymnocercus pasarán a ser una única especie llamada Lycalopex gymnocercus. El cambio de epíteto específico a gymnocercus se debería a que tiene prioridad sobre griseus por haber sido propuesto con anterioridad. Con todo, una importante proporción de los trabajos sobre estas especies mantienen la distinción entre las dos especies de zorros.[cita requerida]

## Alimentación

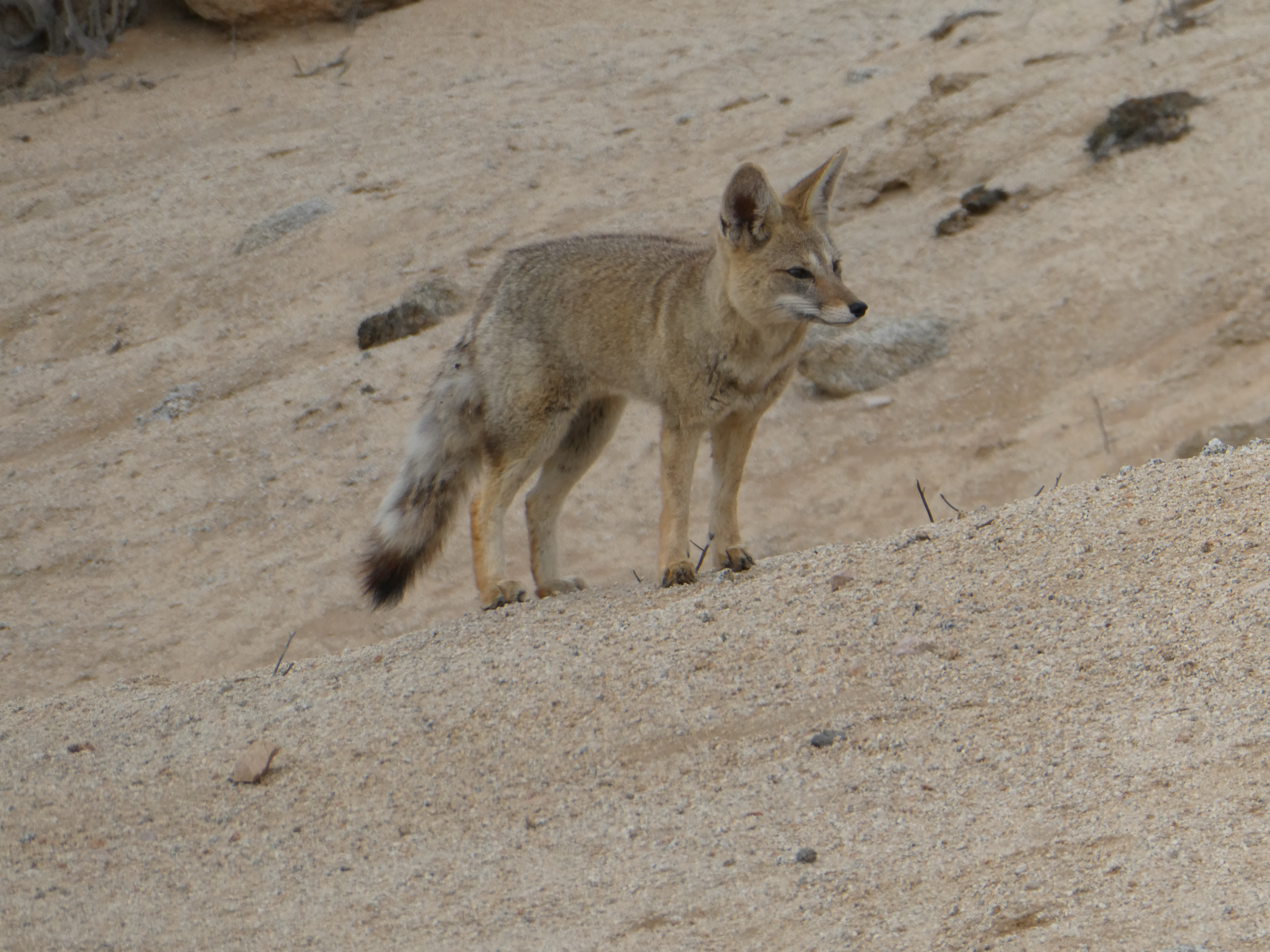
Zorro gris. Parque nacional Pan de Azúcar, Chile.

La ecología trófica del zorro gris ha sido estudiada con cierta profundidad en Uruguay y Argentina. Es un animal omnívoro: se alimenta de roedores: ratones y cuises, insectos, peces, carroña, lagomorfos como conejos y materia vegetal. En las praderas parece consumir preferentemente carroña y liebres, en tanto que en áreas de menor latitud, como en los montes, el alimento principal parece estar constituido por los roedores. En regiones en que las presas animales resultan escasas, los zorros grises ingieren mayores cantidades de artrópodos, reptiles y frutos.
Hasta el momento, los estudios dietarios señalan que el ganado menor, en particular ovinos y caprinos de corta edad, no constituyen una parte importante de la dieta. Con todo, un estudio reciente ha confirmado la depredación de aves de corral por zorros grises.
Las investigaciones sobre la ecología alimentaria de la especie indican que algunas poblaciones de zorros grises son oportunistas tróficos, es decir, que toman su alimento en proporciones que corresponden a la disponibilidad de esos alimentos en el campo. Otras poblaciones, en cambio, han mostrado un comportamiento selectivo frente a determinadas presas, o sea, que las consumen en proporción mayor a lo que su disponibilidad en el terreno permite esperar. Es posible, incluso, que la misma población combine comportamientos oportunistas y selectivos en diferentes circunstancias ambientales.

## Reproducción y ciclo de vida

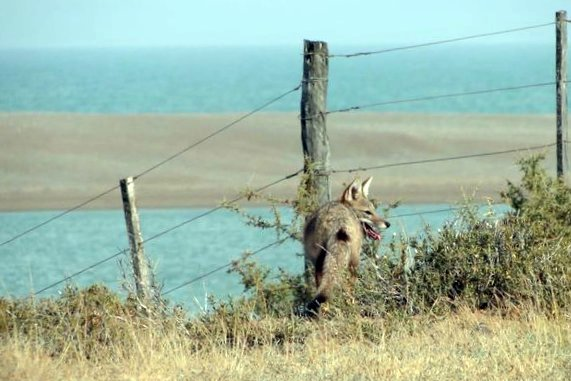
Zorro gris en la península Valdés.

El apareamiento tiene lugar entre agosto y octubre. La gestación dura entre cincuenta y tres y cincuenta y ocho días, tras los cuales nacen entre cuatro y seis cachorros en una guarida que puede ser una cueva o una depresión protegida. Ambos padres se involucran en el cuidado de las crías, las cuales comienzan a salir de la madriguera al mes de edad e inician su dispersión hacia otras áreas cuando cuentan con unos seis o siete meses de vida. La lactancia parece durar entre cuatro y cinco meses y la madurez sexual llegaría al año, aproximadamente.
Se han registrado casos en que las parejas reproductivas reciben el apoyo de una hembra ayudante en la cría de los cachorros. Asimismo, se han registrado casos de camadas de hembras diferentes que son criadas en combinación por estas hembras y un macho poligínico (apareado con más de una hembra). Aparentemente, estos comportamientos están asociados a una mayor abundancia de recursos alimentarios, los cuales permitirían a estos grupos parentales sacar adelante más cachorros por camada.

## Relación con el hombre

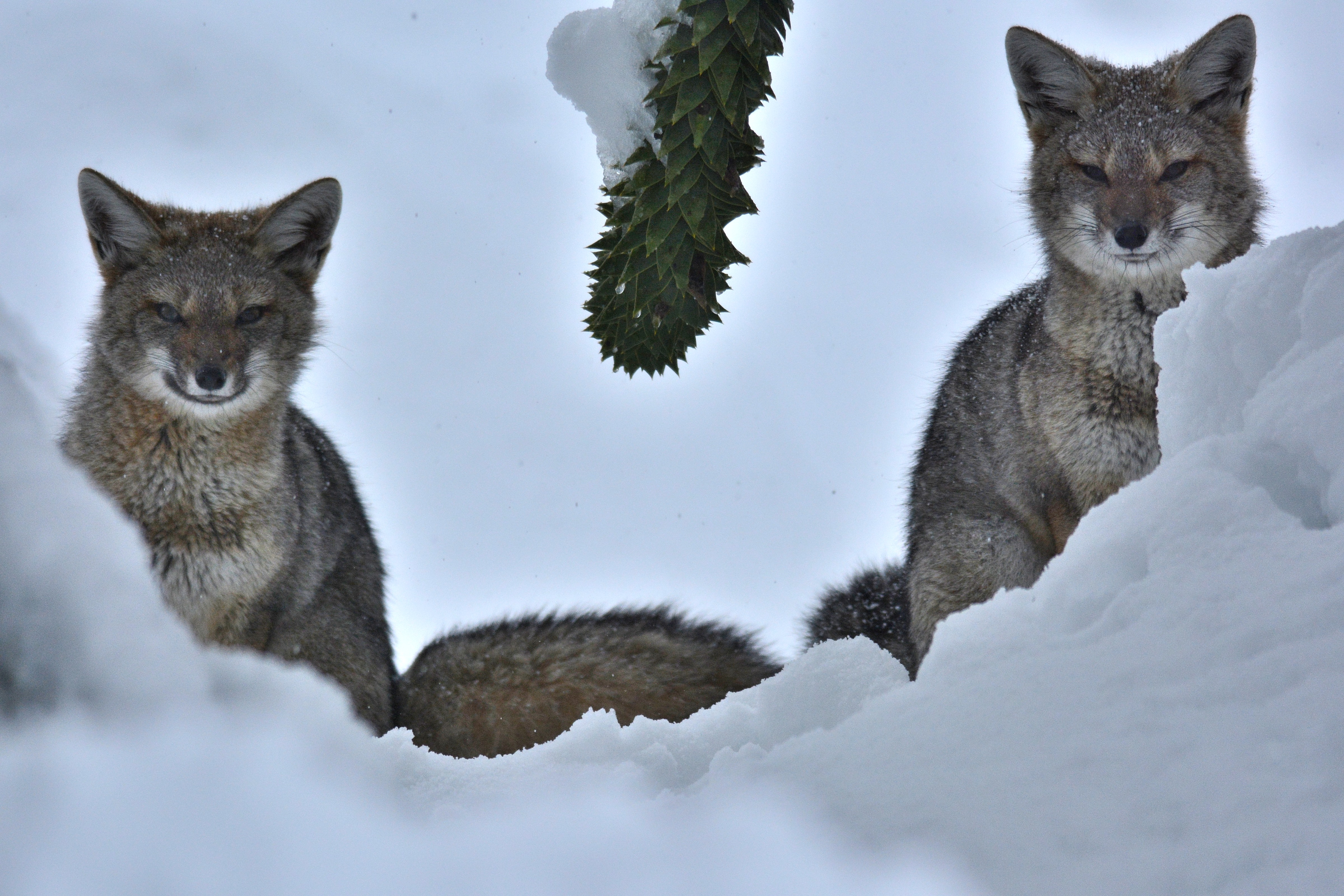
Pareja en la falda del volcán Lonquimay.

El zorro gris ha sido perseguido en toda su área de distribución, por medios tan diversos como la caza con perros y armas de fuego, las trampas de lazo, de cizalla y el veneno (especialmente la estricnina). Ocurre que, como la mayoría de los carnívoros de mediano y gran tamaño, los zorros grises suelen entrar en conflicto con los intereses humanos. Uno de los motivos es el ya apuntado referente a los hábitos alimentarios de esta especie. Es posible que en épocas de escasez de otros alimentos los zorros intenten capturar corderos o cabritos para alimentarse. De igual modo, las aves de corral también pueden formar parte de su dieta.
Sin embargo, los estudios realizados hasta el momento sugieren que la forma más habitual de consumo de animales domésticos por parte de los zorros grises es la carroña.
Otro motivo de conflicto ha sido el valor económico de la piel de estos animales, la cual se utiliza para confeccionar abrigos, estolas y otras prendas de lujo. Este interés más la tradicional idea de que se trata de un insaciable devorador de ganado han sido, en el pasado, la causa de una gran presión de caza sobre las poblaciones de esta especie.